# Брова (оперення)

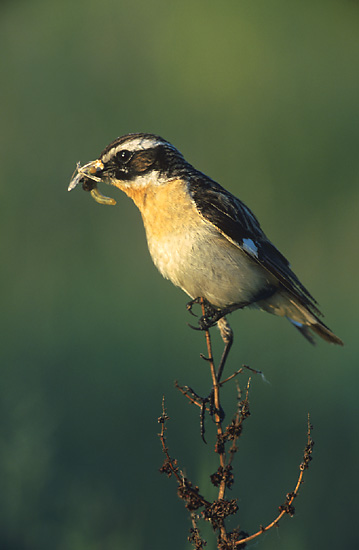
Трав'янка лучна має помітну білу брову.

Брова (лат. supercilium) — елемент оперення, який буває на головах деяких видів птахів. Це смуга, яка йде від основи дзьоба птаха над оком і закінчується десь у задній частині голови птаха. Відрізняється від лоральної смужки, яка проходить через лорум та продовжується за оком. Там, де смуга присутня лише над лорумом і не продовжується позаду ока, вона називається супралоральною. Переважно брова є блідішою за сусідні ділянки оперення.
Колір, форма або інші ознаки брови є дуже важливими для ідентифікації птахів. Наприклад, завдяки брові вівчарика бурого можна легко відрізнити від дуже подібного вівчарика товстодзьобого. Брова бурого вівчарика різко обмежена, білувата та вузька перед оком, стає ширшою та рудуватою до задньої частини, тоді як брова товстодзьобого вівчарика розсіяна, жовтувата та найширша перед оком, стає вужчою та білішою у напрямку до потилиці. Брова смугастовольця річкового дещо відрізняється від близькоспорідненого (і подібного за оперенням) смугастовольця білобрового. Річковий вид має двоколірну брову, яка значно розширюється позаду ока, тоді як білобровий має рівномірну рудувату брову, яка має однакову ширину по всій частині або трохи вужчу за оком.
Розщеплена брова розділяється над лорумами. У деяких видів, таких як баранець, розділені смуги знову з'єднуються за оком. В інших, наприклад у побережника болотяного, розділені смуги залишаються окремими.
Краплиста брова є ознакою деяких щевриків; це бліда пляма на задній частині вушної ділянки.

## Галерея

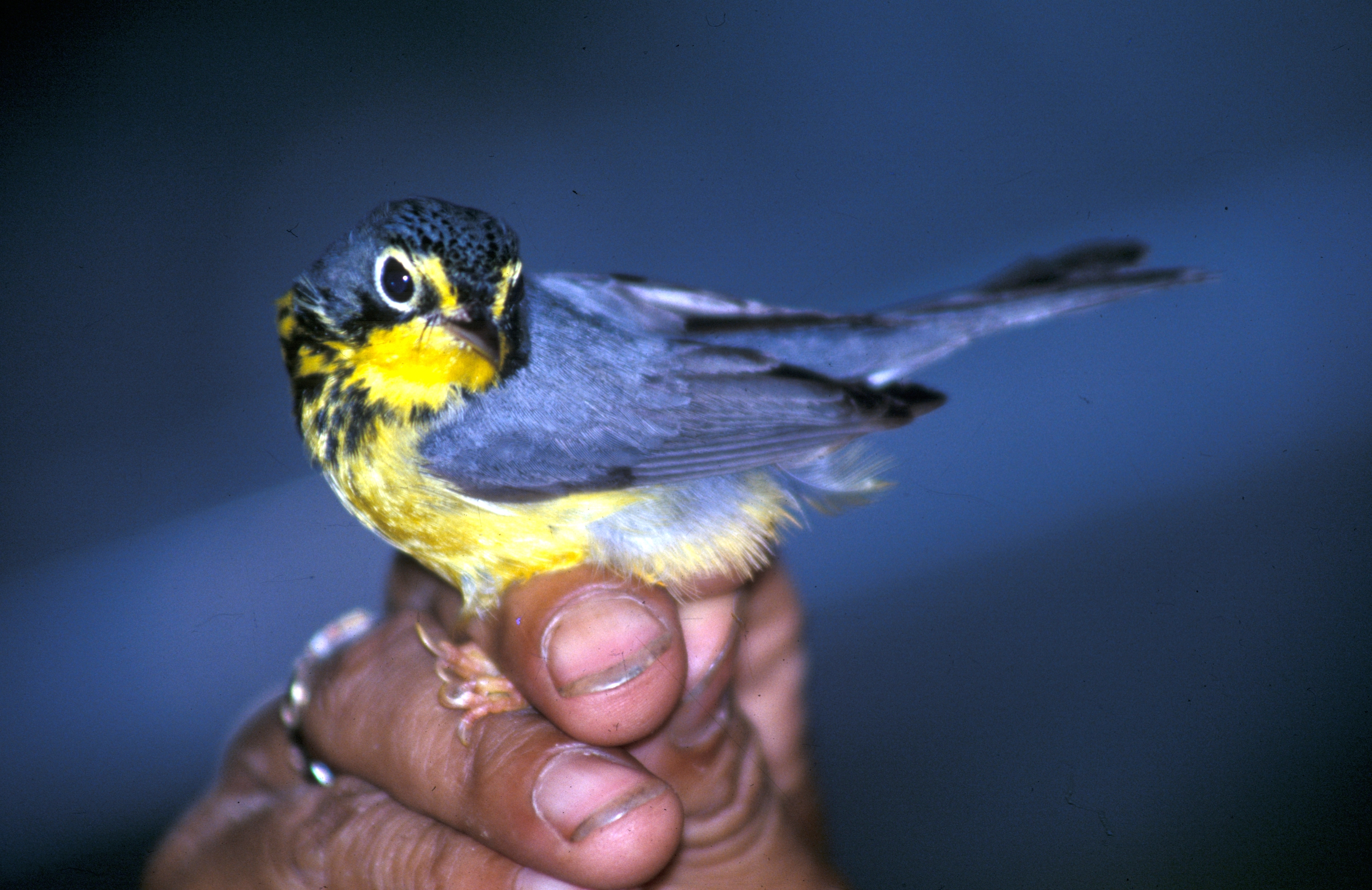
Болотянка строкатовола демонструє жовту брову.
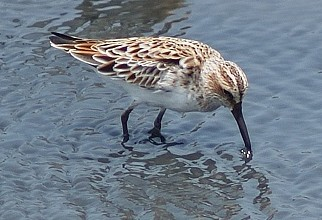
У побережника болотяного розщеплена брова.
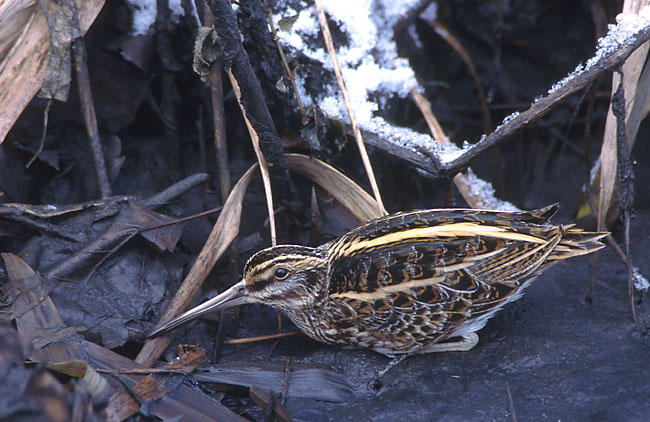
Розщеплена брова, що сходиться, у баранця малого.
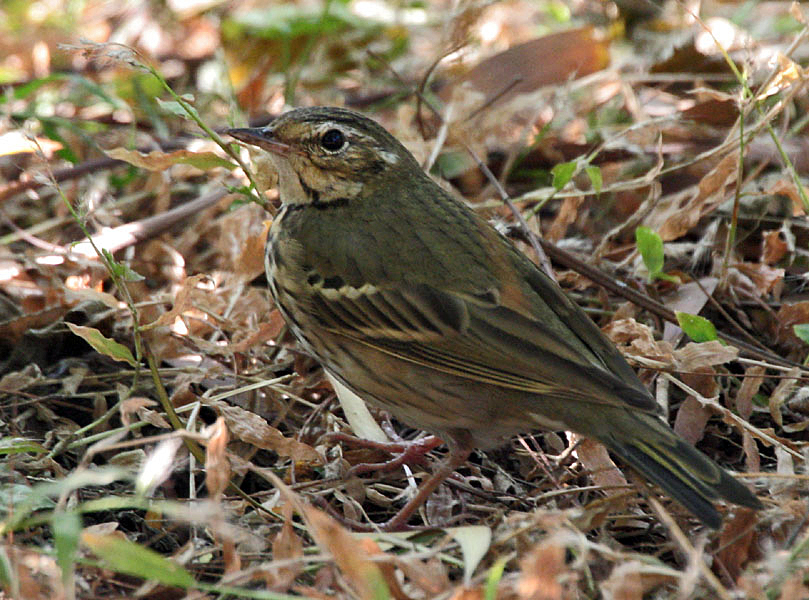
Щеврик оливковий має краплисту брову.